# Вюст, Марион
Марио́н Вюст (нем. Marion Wüest; род. около 2002) — швейцарская кёрлингистка.
В составе смешанной сборной Швейцарии бронзовый призёр чемпионата мира 2024. Чемпион Швейцарии среди смешанных команд. В составе юниорской женской сборной Швейцарии участник двух чемпионатов мира (лучший результат — четвёртое место в 2023. 
В «классическом» кёрлинге (команда из четырёх человек одного пола) играет в основном на позициях второго и первого.

## Достижения
- Чемпионат Швейцарии по кёрлингу среди женщин: бронза (2022).
- Чемпионат мира по кёрлингу среди смешанных команд: бронза (2024).
- Чемпионат Швейцарии по кёрлингу среди смешанных команд: золото (2024, 2025).
- Чемпионат Швейцарии по кёрлингу среди юниоров: золото (2020, 2022).
- Чемпионат Швейцарии по кёрлингу среди юниорских смешанных пар: бронза (2022).

## Команды
| Сезон                          | Четвёртый       | Третий        | Второй          | Первый        | Запасной        | Тренер                          | Турниры               |
| ------------------------------ | --------------- | ------------- | --------------- | ------------- | --------------- | ------------------------------- | --------------------- |
| 2019—20                        | Sarah Müller    | Malin Da Ros  | Марион Вюст     | Eveline Matti | Laura Engler    | Meico Oehninger                 | ЧШЮ 2020              |
| 2021—22                        | Xenia Schwaller | Malin Da Ros  | Марион Вюст     | Zoe Schwaller | Selina Gafner   | Sarah Müller, Анник Луссер Хесс | ЧШЮ 2022              |
| 2021—22                        | Xenia Schwaller | Malin Da Ros  | Марион Вюст     | Selina Gafner | Sarah Müller    | Анник Луссер Хесс               | ЧМЮ 2022 (5 место)    |
| 2021—22                        | Xenia Schwaller | Malin Da Ros  | Марион Вюст     | Selina Gafner | Sarah Müller    | Анник Луссер Хесс               | ЧШЖ 2022              |
| 2022—23                        | Xenia Schwaller | Selina Gafner | Fabienne Rieder | Марион Вюст   | Selina Rychiger | Андреас Шваллер                 | ЧМЮ 2023 (4 место)    |
| Кёрлинг среди смешанных команд |                 |               |                 |               |                 |                                 |                       |
| 2022—23                        | Ив Вагензейль   | Нора Вюст     | Дитер Вюст      | Марион Вюст   |                 |                                 | ЧШСК 2023 (5 место)   |
| 2023—24                        | Ив Вагензейль   | Нора Вюст     | Дитер Вюст      | Марион Вюст   |                 |                                 | ЧШСК 2024             |
| 2024—25                        | Ив Вагензейль   | Нора Вюст     | Дитер Вюст      | Марион Вюст   |                 | Carola Wueest (ЧМСК)            | ЧМСК 2024 · ЧШСК 2025 |
| Кёрлинг среди смешанных пар    |                 |               |                 |               |                 |                                 |                       |
| 2021—22                        | Марион Вюст     | Philipp Hösli |                 |               |                 | Selina Gafner, Jan Iseli        | ЧШЮСП 2022            |

(скипы выделены полужирным шрифтом)

## Частная жизнь
Представитель семьи кёрлингистов: её отец Дитер Вюст является чемпионом Швейцарии среди мужчин и смешанных команд, бронзовым призёром мужских чемпионатов Европы и мира, в одной команде с Норой выигрывал чемпионат Швейцарии среди смешанных команд и бронзовую медаль чемпионата мира в 2024 году; вместе с ними в смешанной команде на чемпионатах Швейцарии и мира играла другая дочь Дитера и сестра Марион, Нора Вюст; тренером смешанной команды была сестра-близнец Марион, Карола Вюст нем. Carola Wueest); жена Дитера и мать всех дочерей, Изабелла Вюст (нем. Isabelle Wüest) — также кёрлингистка, они с Дитером в смешанной команде выиграли чемпионат Швейцарии в 2022 году.